# Spratelloides robustus
Spratelloides robustus är en fiskart som beskrevs av Ogilby, 1897. Spratelloides robustus ingår i släktet Spratelloides och familjen sillfiskar. Inga underarter finns listade i Catalogue of Life.